# Niels Hinrichsen
Niels Hinrichsen (født 2. juni 1942) er en dansk skuespiller, der er uddannet fra Det Kongelige Teaters Elevskole i 1965 og på hvilken scene han optrådte i en længere årrække. Han har foretaget studierejser til England og Tyskland og har i sin karriere været engageret på en lang række teatre, som f.eks. Det ny Scala, Det ny Teater, Café Teatret, Gladsaxe Teater, Betty Nansen Teatret, Nørrebros Teater og Hvidovre Teater. Blandt de stykker han har medvirket i kan bl.a. nævnes Rosenkrantz og Gyldenstjerne er døde, Kameliadamen, Cabaret, Hjemkomsten, Musikkens vogter, A Clockwork Orange, En duft af ungdom og Me and My Girl. I tv har han bl.a. kunnet ses i serierne Ugeavisen og TAXA.

## Filmografi
- Flagermusen (film) – 1966
- Nu stiger den – 1966
- Der var engang – 1966
- Den røde kappe – 1967
- Sådan er de alle – 1968
- Hurra for de blå husarer – 1970
- Løgneren – 1970
- Oktoberdage – 1970
- Hosekræmmeren – 1971
- Min søsters børn når de er værst – 1971
- Brand-Børge rykker ud – 1976
- Rend mig i traditionerne – 1979
- Det parallelle lig – 1982

## Ekstern henvisning
- Niels Hinrichsen på Internet Movie Database (engelsk)
- Niels Hinrichsen på Filmdatabasen
- Niels Hinrichsen på danskefilm.dk
- Niels Hinrichsen på danskfilmogtv.dk
- Niels Hinrichsen på Scope
- Niels Hinrichsen på Svensk Filmdatabas (svensk)
- Niels Hinrichsen på AllMovie (engelsk)
- Niels Hinrichsen på The Movie Database (engelsk)